# 投影坐标系

UTM坐标系布局

投影坐标系（projected coordinate system），也称为投影坐标参考系统（projected coordinate reference system）、平面坐标系（planar coordinate system）或网格参考系统（grid reference system），是一种空间参考系统，在特定地图投影创建的平面上使用笛卡尔坐标（x、y）表示地球上的位置。